# CEACAM5
CEACAM5 (англ. Carcinoembryonic antigen-related cell adhesion molecule 5; CD66e) — гликопротеин семейства раково-эмбриональных антигенов (CEA), продукт гена человека CEACAM5.

## Функции
Этот гликопротеин играет роль в клеточной адгезии, внутриклеточной передаче сигнала и прогрессировании опухоли. Опосредует как гомофильную, так и гетерофильную клеточную адгезию с другими белками группы CEA, такими как CEACAM6. Играет роль онкогена в промотировании прогрессирования опухоли, вызывает устойчивость карциномы толстого кишечника к аноикису.

## Тканевая локализация
В норме CEACAM5 локализуется на мембране эпителиальных и бокаловидных клеток толстого кишечника . Его экспрессия повышена на клетках фетального кишечника и на клетках колоректальной аденокарциномы, особенно на CD133-позитивных раковых стволовых клетках колоректальной аденокарциномы человека .